# Cayo Antonio Híbrida
Cayo o Gayo Antonio Híbrida fue un político y militar romano del siglo I a. C. Fue colega consular de Cicerón, con quien colaboró en la desarticulación de la conjuración de Catilina y recibió a cambio la provincia de Macedonia. Acusado de extorsión, marchó al exilio.

## Familia
Antonio fue miembro de la gens Antonia, de una familia de la aristocracia senatorial. Fue hijo del orador Marco Antonio y hermano de Marco Antonio Crético, padre del triunviro. Se desconoce el nombre de su esposa con la que tuvo dos hijas: Antonia la Mayor y Antonia, esposa de Marco Antonio.

## Primeros años
Su carrera militar empezó como legado de la caballería de Sila durante la primera guerra mitridática. Tras el regreso de este a Roma en el año 83 a. C., Cayo Antonio permaneció con una fuerza de caballería en Grecia. Supuestamente su cometido era mantener la paz y el orden, pero terminó saqueando el campo y los lugares sagrados para su propio beneficio. Los rumores que surgieron entre la población local de las atrocidades cometidas por él, que incluían la mutilación y la tortura, le hicieron ganar el sobrenombre de Híbrida (homo semiferus u hombre-bestia).
En el año 76 a. C. fue procesado por sus atrocidades por Julio César, entonces un joven abogado. Años más tarde, fue expulsado del Senado y despojado del rango senatorial por los censores debido a sus atrocidades cometidas en Grecia. A pesar de su mala reputación, fue elegido tribuno de la plebe en el año 71 a. C., volviendo por tanto a ocupar un asiento en el Senado.

## Consulado
Ejerció la magistratura de edil con reconocido esplendor. Después fue elegido pretor en el año 66 a. C. y finalmente cónsul, junto a Cicerón en el año 63 a. C. Apoyó secretamente a Catilina, pero al final Cicerón ganó su apoyo prometiéndole el gobierno de la rica provincia de Macedonia. Cuando estalló la sublevación catilinaria, Antonio fue obligado, como cónsul, a reclutar un ejército en Etruria, aunque el día de la batalla cedió su mando a su legado Marco Petreyo, alegando que se encontraba enfermo.
Después, al año siguiente (62 a. C.), marchó a Macedonia, donde su opresivo gobierno y a la extorsión a la que sometía a sus habitantes le granjearon una gran impopularidad. Tanto fue así que le obligaron a abandonar su provincia en el año 61 a. C. al ser llamado por el Senado a presentarse en Roma. En el año 60 a. C., fue sucedido en la provincia por Cayo Octavio, el padre de Augusto.

## Hechos posteriores
De vuelta a Roma, en el año 59 a. C., fue acusado de formar parte de la conspiración de Catilina y de extorsión en su provincia.
Los rumores de la época decían que Cicerón había acordado con Híbrida compartir el saqueo. La defensa de Cicerón dos años antes en vista de la propuesta de quitar a Cayo Antonio su provincia y también cuando fue juzgado no hicieron más que aumentar esta suposición. A pesar de la defensa de Cicerón, Antonio fue condenado y partió al exilio a Cefalonia que consideraba una posesión personal e incluso empezó a construir una ciudad.
Es probable que Antonio fuera llamado del exilio por Julio César, ya que entró otra vez en el Senado en el año 44 a. C. y obtuvo el cargo de censor en el año 42 a. C.